# ハイチャウ区
ハイチャウ区（ハイチャウく、ベトナム語：Quận Hải Châu / 郡海洲）は、ベトナム社会主義共和国のダナン市に存在する区 (郡)。

## 行政区画
ハイチャウ区は13の坊を有する。
- ビンヒエン坊（Bình Hiên / 平軒）
- ビントゥアン坊（Bình Thuận / 平順）
- ハイチャウ1坊（Hải Châu I / 海洲一）
- ハイチャウ2坊（Hải Châu II / 海洲二）
- ホアクオンバック坊（Hòa Cường Bắc / 和強北）
- ホアクオンナム坊（Hòa Cường Nam / 和強南）
- ホアトゥアンドン坊（Hòa Thuận Đông / 和順東）
- ホアトゥアンタイ坊（Hòa Thuận Tây / 和順西）
- ナムズオン坊（Nam Dương / 南陽）
- フオックニン坊（Phước Ninh / 福寧）
- タックタン坊（Thạch Thang / 石梯）
- タインビン坊（Thanh Bình / 清平）
- トゥアンフオック坊（Thuận Phước / 順福）

## 交通
- ダナン国際空港